# Taxilès
Taxilès ou Taxile (en grec ancien Tαξίλης / Taxilès) est un raja de Taxila et le satrape du Pendjab  de 323 av. J.-C. jusqu'à une date indéterminée à la fin du IVe siècle av. J.-C.

## Biographie

### Raja de Taxila
Son nom indien est Ambhi ou Ambhika (grec ancien : Omphis), mais les sources grecques l’appellent Taxilès du nom de la ville de Taxila dans le Gandhara entre l'Indus et l'Hydaspe. Il succède à son père sur le trône de Taxila. Plutarque affirme que Taxile « possédait, dit-on, dans l’Inde un royaume non moins étendu que l’Égypte, abondant en pâturages et en fruits excellents ».
En 327 av. J.-C., il envoie une ambassade auprès d'Alexandre, tandis que ce dernier est en Sogdiane, afin de le convaincre d'intervenir contre Poros, roi des Paurava, qui tenait les territoires voisins, à l'est de l'Hydaspe. En signe de soumission, il lui offre en tribut : 200 talents d'argent, 200 bœufs, 200 moutons, 30 éléphants et une force de 700 cavaliers.
Alexandre a été impressionné à la vue des forces de Taxilès lors de sa campagne en Inde au cours de l'année 327, à tel point qu'il ordonne à son armée de se mettre en formation de combat, redoutant un piège. Mais Taxilès s'empresse de soulager Alexandre de son appréhension en le couvrant de cadeaux et en mettant ses forces à sa disposition. Alexandre a non seulement rendu à Taxilès son titre et ses cadeaux mais il l'a aussi honoré avec une garde-robe « de robes perses, d'ornements d'or et d'argent, 30 chevaux et 1 000 talents d'or ». Alexandre comprend en effet qu'il ne peut se passer d'un allié aussi puissant lui permettant de renouer avec le rêve indien des souverains achéménides.

### Relations avec Alexandre
Taxilès vient en aide à Héphestion et à Perdiccas dans la construction d'un pont sur l'Indus et fournit des provisions à leurs troupes. Quand il reçoit Alexandre et toute son armée dans sa capitale, il fait montre d'amitié et d'hospitalité. Plutarque affirme à propos de Taxilès : 

« C’était un homme sage, et qui, ayant salué Alexandre, lui dit : « Qu’avons-nous besoin, Alexandre, de nous faire la guerre, si tu n’es pas venu pour nous ôter l’eau et ce qui est nécessaire à notre nourriture ? Ce sont là les seuls objets pour lesquels les hommes ne sauraient se dispenser de combattre. Quant aux richesses et aux autres biens, si j’en ai plus que toi, je suis prêt à t’en faire part ; si j’en ai moins, je n’aurai pas honte de recevoir tes bienfaits, et je les accepterai avec reconnaissance. »

Taxilès participe à la tête de 5 000 hommes à la bataille de l'Hydaspe, à l'issue de laquelle il est envoyé, sans succès, demander la reddition de Poros qui manque de le tuer. Cependant par la suite, les deux rivaux se réconcilient grâce à la médiation personnelle d'Alexandre. Taxilès contribue avec zèle à l'équipement de la flotte sur l'Hydaspe. Il reçoit donc le gouvernement du territoire situé entre ce fleuve et l'Indus (Inde supérieure). Mais Alexandre y maintient un officier macédonien afin de surveiller les agissements du seul commandant indigène promu dans les années 324-323.
Après l'assassinat par ses propres troupes de Philippe, le satrape de l'Indus, en 325 av. J.-C., Alexandre expédie un courrier dans lequel il informe Taxilès et Eudamos qu'ils doivent prendre possession de la région riveraine de l'Hydaspe jusqu'à l'embouchure de l'Indus avant qu'il n'en désigne un gouverneur. Il ne semble donc pas avoir été formellement désigné satrape par Alexandre.

### Satrape du Pendjab
Par les accords de Babylone conclus en 323 av. J.-C., Taxilès devient satrape du Pendjab, tandis que la région de l'Indus passe sous l'autorité de Poros, avant qu'il ne soit exécuté par Eudamos. Cette désignation est confirmée par les accords de Triparadisos de 321. Ce qui fait de lui l'un des rares satrapes non Gréco-Macédonien resté en place au temps des diadoques.
À une date indéterminée (dans les années 310-305) Taxilès aurait été évincé par Chandragupta Maurya, fondateur de l'Empire maurya. Taxila devient alors la  capitale de la province septentrionale de l'empire Maurya.

## Sources antiques
- Arrien, Anabase [lire en ligne].
- Diodore de Sicile, Bibliothèque historique [détail des éditions] [lire en ligne], XIX.
- Justin, Abrégé des Histoires philippiques de Trogue Pompée [détail des éditions] [lire en ligne]
- Plutarque, Vies parallèles [détail des éditions] [lire en ligne], Eumène.
- Quinte-Curce, Histoire d'Alexandre.